# Erba (Italia)
Erba es una localidad y comune italiana de la provincia de Como, región de Lombardía, con 16.974 habitantes.

## Evolución demográfica
| Gráfica de evolución demográfica de Erba entre 1861 y 2001 |
|                                                            |
| Fuente ISTAT - elaboración gráfica de Wikipedia            |